# История Константиновки
История города Константиновка Краматорского района Донецкой области Украины начинается с XIX века.

## Основание
Археологические исследования в Константиновском районе показали, что заселение края началось в эпоху раннего палеолита, 150 000—100 000 лет назад.
Со времён набега крымских татар 1769 года появляется упоминание, что на территории Константиновского района обосновывались запорожские казаки.
На территории современной Константиновки в 1812 году помещик Номикосов основал село Сантуриновку, где первоначально поселилось 20 семей. В середине XIX века на унаследованной сыном помещика земле возникло село Константиновка, названное по имени владельца. К 1859 году в нём проживало 29 человек, в Сантуриновке — 280.
Входило в состав Екатеринославской губернии.

## Появление промышленности

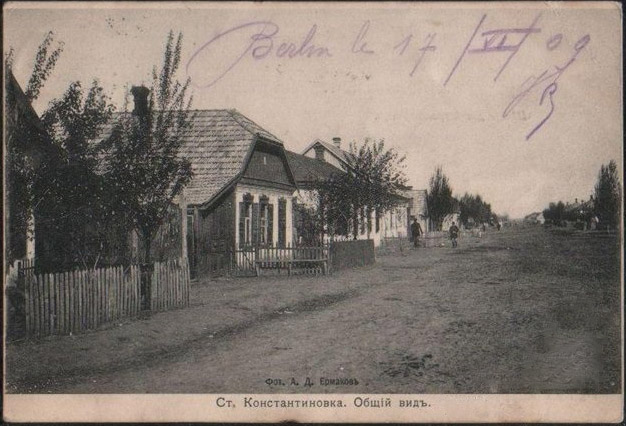
Константиновка на дореволюционной открытке. Общий вид.

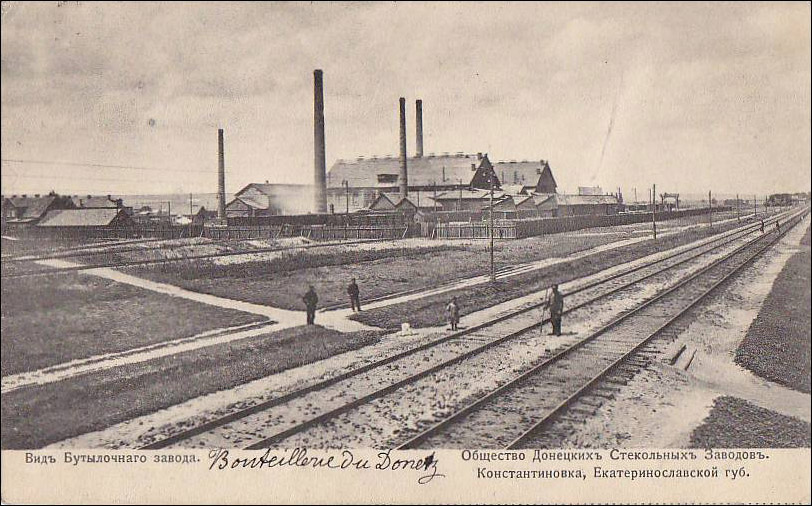
Константиновка на дореволюционной открытке. Вид бутылочного завода.

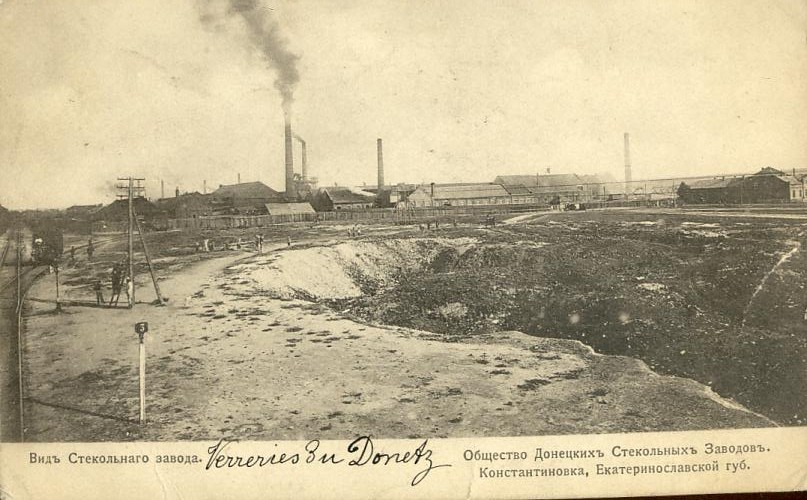
Константиновка на дореволюционной открытке. Вид стекольного завода.

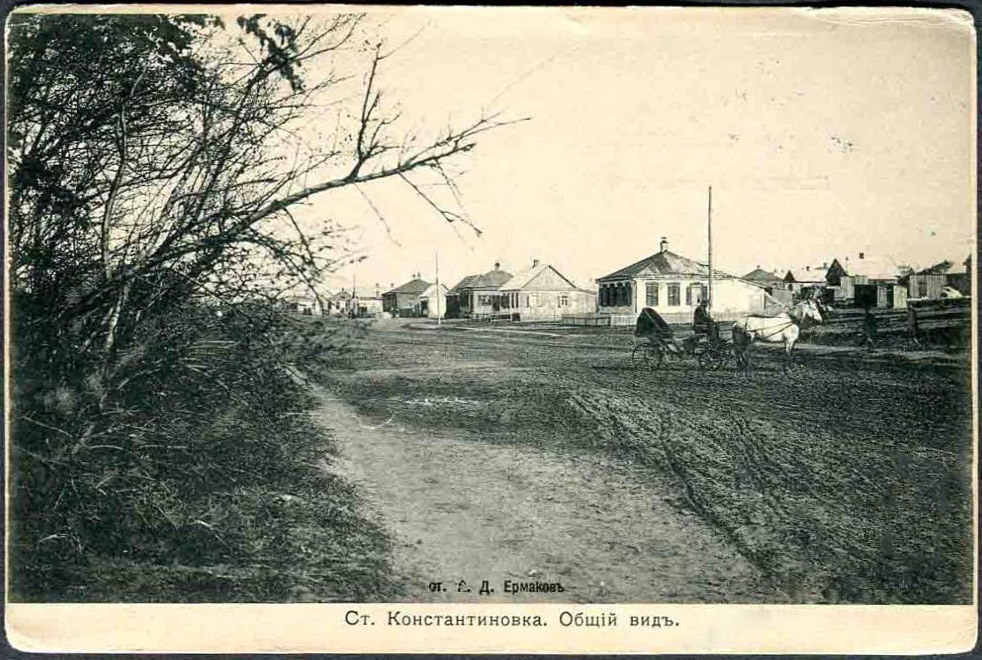
Константиновка на дореволюционной открытке. Общий вид.

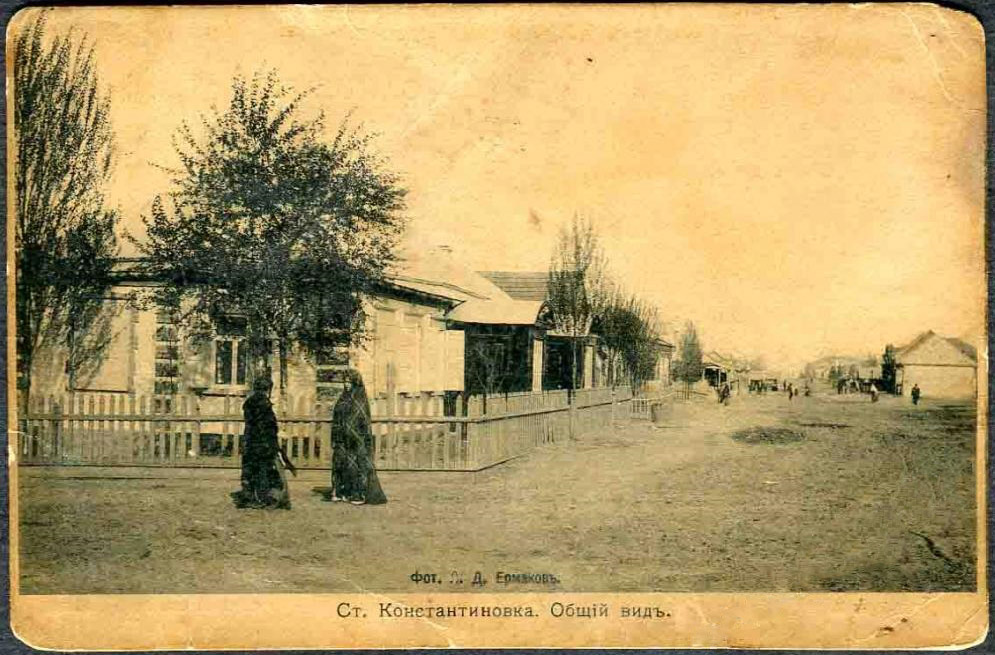
Константиновка на дореволюционной открытке. Общий вид.

В 1869 году, с постройкой Курско-Харьковско-Азовской железной дороги, около Константиновки открылась железнодорожная станция. В 1880 году она была соединена с Харьковско-Севастопольской железной дорогой. Превращение Константиновки в железнодорожный узел способствовало промышленному развитию местности.
В 1885 году в Дмитриевском открыли земскую больницу на 20 коек.
В марте 1892 года была введена в строй Константиновская железная дорога.
Становление города и развитие его промышленности происходило благодаря значительному материальному и управленческому вкладу со стороны граждан Бельгии.
11 августа 1895 года подъесаул Дмитрий Константинович Номикосов (внук основателя города Номикосова) получил от бельгийских подданных залог в 6756,75 рублей золотом за 210 десятин земли в пойме реки Кривой Торец, вдоль железной дороги.
1895—1897 — в Сантуриновке бельгийским «Анонимным обществом донецких стекольных и химических заводов» сооружены стекольный и химический заводы.
1897 — начали выпускать продукцию построенные бельгийскими предпринимателями керамический и железопрокатный (металлургический) заводы, а также бутылочный завод. Начал работать завод майоликовых изделий. Общее число занятых на предприятиях составляло 2500 человек. Село Константиновка и пристанционный посёлок стали единым населённым пунктом. К 1897 году в нём проживало 3100 чел.
1899 — построен завод зеркального (полированного) стекла и зеркал.
В июле 1900 года все константиновские заводы охватила всеобщая стихийная забастовка. Волнения, в которых приняли участие более 1000 человек, вспыхнули после того, как бельгийцы избили двоих рабочих. Возмущённые заводчане забросали камнями коттеджи иностранцев. На следующий день стояли все заводы. Состоялся митинг, где рабочие призывали к борьбе с эксплуататорами.
В железнодорожном справочнике за 1902 год отмечается, что посёлок напоминает своей монотонностью бывшие военные поселения.
В апреле 1912 года в городе прошла общегородская стачка, которая стала ответом на убийство полицией рабочего бутылочного завода, революционера И. С. Бобылева.
В 1915 году в посёлке были две больницы, начальная школа, училище, частная гимназия.
Рост промышленности положительно отразился на увеличении численности населения поселка и сделал его привлекательным для трудовых мигрантов. Также, население увеличивалось за счёт беженцев из прифронтовых районов страны в годы Первой мировой войны. Если в 1914 году на металлургическом заводе работали 1755 человек, то в октябре 1917 года — уже 2436 человек.
В 1917 году 60 % населения Константиновки не умели читать и писать.

## Революция 1917 года
2 марта 1917 в Константиновке стало известно о революционных событиях в Петрограде. С отречением царя от власти утратили силу запреты на политическую и общественную деятельность в поселке. Это дало толчок развитию украинского национального движения в рабочей среде. Развитие политического движения в поселке происходило при содействии украинской общественной организации Просвита.
18 — 20 апреля 1918 года Армия УНР и донецкая группа полковника Сикевича, совместно с войском средне-европейских стран (Австро-Венгрия, Болгария, Турция, Германия), изгнали войска Красной Армии и установили в городе власть Украинской Народной Республики.
В апреле же в городе впервые появилась украинская государственная символика — флаг, герб, печать с трезубцем, украинские гривны. Комендантом города стал есаул Значковый.
В ноябре 1918 Константиновка была взята Красной Армией, однако в декабре она перешла к красновцам (подразделению Белого движения). Далее, до 19 февраля 1919 года, Константиновка была прифронтовым городом и более тридцати раз переходила от «красных» к «белым» и обратно.
13 января 1919 года (31 декабря 1918 по старому стилю) — день 13 расстрелянных рабочих бутылочного завода. За то, что население не выдало красных, белогвардейцы собрали на площади у бутылочного завода заводчан и расстреляли каждого десятого.
19 февраля, в результате длительного боя, красноармейцы вытеснили противника, однако в конце мая были вытеснены Белой армией, и до декабря 1919 года посёлок находился под властью белогвардейцев.

## Советский период
В конце декабря 1919 года красноармейские войска Южного фронта при содействии повстанцев вытеснили деникинцев из посёлка.
В январе 1920 года создаётся Константиново-Дружковский район. Первым председателем исполкома стал Г. О. Бондаренко.
В 1920 в Константиновке начал работу первый на Донеччине театр.
В ноябре 1920 по указу СНК УССР национализированы заводы.
7 марта 1923 года в составе Бахмутского округокруга был создан Константиновский район с центром в селе Константиновка.
В 1925 году построен кожевенный завод (сейчас Константиновский экстрактно-кожевенный комбинат).
28 февраля 1926 года Константиновка была отнесена к разряду посёлков городского типа. Население её составляло 25 000 человек.
В годы ускоренной индустриализации построены цинковый завод (сейчас — «Укрцинк»), завод огнеупорных изделий, хлебозавод, реконструирован завод «Автостекло» (бывший зеркальный).
В 1930-х годах на константиновских предприятиях были изготовлены рубиновые звёзды Московского Кремля, саркофаг для Мавзолея В. И. Ленина, марблит (цветное стекло) станций Московского метрополитена, хрустальный фонтан для Всемирной выставки в Нью-Йорке.
19 сентября 1930 года основана константиновская горрайонная газета «Знамя индустрии».
В декабре 1930 года начал свою работу 1-й Государственный театр русской драмы Донбасса.
В 1930 году в городе было 16 школ с 7000 учащихся, а уже в 1939 году в 25 школах обучалось более 14000 детей. С 1931 по 1940 год было построено 8 новых школ. В них работало 524 учителя.
В 1931 году от центра к вокзалу проложена трамвайная линия, а в 1940 её протяжённость достигла 10 км.
В 1932 году была создана лётно-планерная школа, реорганизованная затем в аэроклуб. Константиновский аэроклуб подготовил более 1000 лётчиков.
4 апреля 1932 года постановлением Всеукраинского Центрального Исполнительного Комитета за подписью председателя ВЦИК Г. Петровского и секретаря Ю. Войцеховского пгт Константиновка получила статус города областного подчинения.
К 1939 году население его составило 96 тыс. человек, из которых 68 % составляли фабрично-заводские рабочие. Было реконструировано городское хозяйство. Работали производственно-техническое, педагогическое, медицинское училища, стеклокерамический техникум. В 1936 году открыт русский драматический театр им. А. С. Пушкина.
С февраля 1934 года зеркальный завод стал называться «Автостекло».
За 10 лет (1928—1937) площадь зелёных насаждений увеличилась в 14 раз.
К 1940 году неграмотность среди взрослых была почти ликвидирована. Открылись два рабфака. Действовали русский драматический театр имени А. С. Пушкина, два Дворца культуры, 4 клуба, 16 библиотек.

### Вторая мировая война
В середине октября 1941 года в районе Константиновки за город развернулись боевые действия Советской армии и Вермахта. Со стороны Советской Армии на подступах к городу воевали бойцы 393-й стрелковой дивизии. 28 октября 1941 года город взяли солдаты Вермахта.
16 января 1942 года было восстановлено школьное обучение. В Константиновке и районе открылись 27 начальных школ и 12 неполных средних. Обучение шло на украинском языке.
Уже через месяц после завоевания города отдельные предприятия начали выполнять заказы Вермахта, что было главной экономической целью действующей власти. Впоследствии часть предприятий начала выпускать продукцию и для местного населения. Некоторые константиновцы саботировали усилия немецкого руководства по наладке производства на предприятиях города. В апреле 1942 года на кожевенном заводе было спущено в канализацию 60 тонн дубителя, а на химическом — 50 тонн кислоты.
1 декабря 1942 года военная немецкая комендатура устранила Директорат, а предприятия подчинила непосредственно себе. Также в этот день в Константиновке начала работать Центральная торговая база, задачей которой было поставлять промышленные товары для населения.
В городе выходили две газеты — «Костянтинівські вісті» и «Відбудова». Их издавала немецкая городская комендатура, которая разместилась в Дворце культуры химиков, а печатала журналы типография комендатуры на Базарной площади. Редактировал обе газеты А. Цымбал.
13 октября 1942 года вышел первый номер новой газеты «Відбудова».
С декабря 1941 по 10 октября 1942 года вышло 70 номеров издания «Костянтинівські вісті».
В ходе Донбасской операции город был отвоёван формированием Юго-Западного фронта вооружённых сил СССР:
- 3-й гвардейской армии в составе: 32-го ск (генерал-майор Жеребин, Дмитрий Сергеевич) в составе: 266-й сд (генерал-майор Ребриков, Корней Григорьевич), 259-й сд (полковник Власенко, Алексей Митрофанович); 135-й танковой бригады (подполковник Безнощенко Михаил Захарович) 23-го тк (генерал-лейтенант т/в Пушкин, Ефим Григорьевич).
- 17-й воздушной армии в составе: части войск 5-й гв. штурмовой авиадивизии (полковник Коломейцев, Леонид Викторович), 288-й истребительной авиадивизии (подполковник Смирнов, Борис Александрович)[18].

В ночь на 6 сентября 1943 года 135-я Краснознамённая ордена Кутузова II степени танковая бригада 23-го танкового корпуса под командованием подполковника Безнощенко Михаила Захаровича взяла под контроль Константиновку. Впоследствии эта дата отмечается как день города Константиновки.
Войскам, участвовавшим в освобождении Донбасса, в ходе которого они овладели городами Константиновка, Артёмовск, Горловка, Дебальцево, Енакиево, Иловайск, Красноармейское, Лисичанск, Макеевка, Чистяково (ныне Торез) и другими городами, приказом Верховного Главнокомандующего И.В. Сталина от 8 сентября 1943 года была объявлена благодарность и в столице СССР г. Москве дан салют двадцатью артиллерийскими залпами из 224 орудий.
Приказом Верховного Главнокомандующего СССР И.В. Сталина в ознаменование одержанной победы соединению, отличившемуся в боях за освобождение города Константиновка, присвоено наименование «Константиновских»:
- 135-я танковая бригада (подполковник Безнощенко, Михаил Захарович)
- 179-й истребительный противотанковый полк (майор Савченко, Яков Степанович).

За 22 месяца войска нацистской Германии уничтожили 15 382 человека — в располагавшемся на территории Химического завода концлагере замучили более 10 000 мирных граждан и военнопленных, за отказ с ними сотрудничать расстреляли 305 кадровых рабочих, 1000 мирных жителей (в большинстве евреев) казнили в Сергеевской балке на северо-западной окраине города, 1434 человека насильственно вывезли на работы в Германию. На военных фронтах сражались более 20 000 константиновцев, свыше 10 000 удостоены правительственных наград, 21 — звания Героя Советского Союза. В городском военкомате хранится книга потерь в годы войны. В ней значатся 8124 солдата, сержанта, старшины, матроса и офицера. При отступлении немецкие войска нанесли городу материальный ущерб на сумму 442 миллиона рублей: взорвали и сожгли почти все заводы, уничтожили 60 % государственного жилого фонда, 25 школ, 2 кинотеатра, городскую библиотеку, больницу, другие учреждения.
В 1945 году рабочие завода «Автостекло» выполнили экстренный заказ для фронта — изготовили 200 мощных отражателей для прожекторов и переслали их маршалу Жукову. Константиновские прожекторы были использованы при штурме Зеловских высот в ходе боевой операции по взятию Берлина.

### Послевоенные годы
За годы после Второй мировой войны в Константиновке было построено более 20 промышленных объектов. К 1949 году предприятия города были полностью восстановлены.
В 1952 году был открыт Вечерний химический техникум.
В 1959—1961 годах в НИИ «Автостекло» из отходов металлургического производства (доменных шлаков) с добавлением обычного песка был получен новый стройматериал — ситалл, обладающий легкостью, прочностью и долговечностью.
В 1962 году на базе завода «Автостекло» создан научно-исследовательский институт.

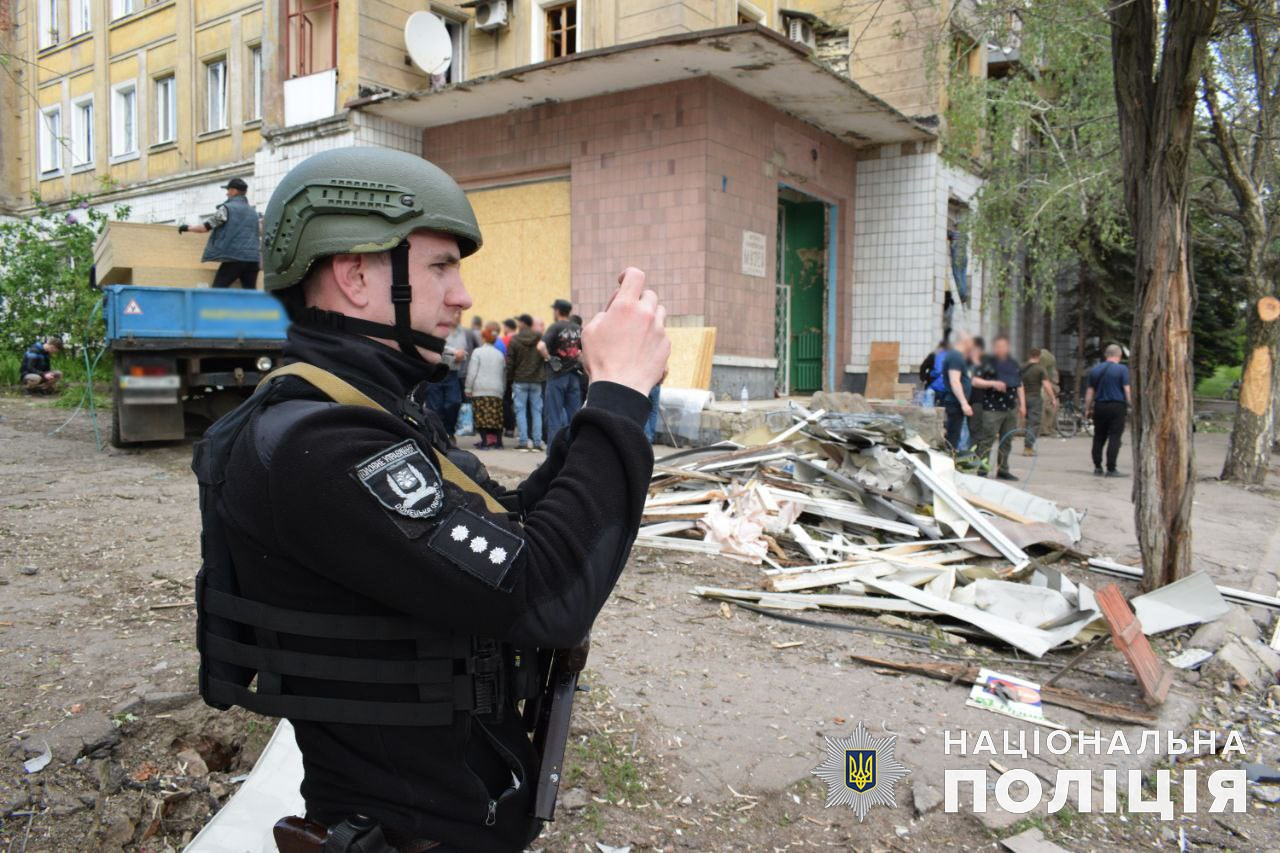
Константиновский городской краеведческий музей после обстрела 2023 года

В 1967 году открыт городской историко-краеведческий музей.
С 1968 года Константиновка развивается по единому генеральному плану.
В 1970 году установлен «Памятник гвардейцам пятилетки», в честь 40-летия завода «Укрцинк».
Ежегодные ассигнования государства на жилищное строительство за период с 1959 по 1975 год возросли в 18 раз и составили 3 965 000 рублей.
В 1975 году, в честь 30-летия победы советского народа в Великой Отечественной войне, сооружён Обелиск Победы.
В 1981—1983 годы строятся средняя школа № 1, общежитие для учащихся медучилища, хирургический корпус на 240 коек, горбольница № 5. Завод стеклоизделий выпускал в год 170 миллионов бутылок для шампанских вин — 90 % всего производства в этой отрасли в СССР.
7 сентября 1983 года в сквере имени Тараса Шевченко, в память о воинах-освободителях, зажжён вечный огонь, а у подножия танка установлена мемориальная плита, в которую замурована капсула с посланием ветеранов ВОВ и жителей города к потомкам 2045 года.

## В независимой Украине
6 декабря 1990 — вышел первый номер первой в области частной газеты «Провинция».
На выборах Президента Украины 1999 года в городе голосовали за Кучму (48,73 %), Симоненко (48,43 %).
29 февраля 2000 — сессия Донецкого областного Совета приняла решение об организации в Константиновском районе регионального ландшафтного парка (РЛП) «Клебан-Бык». 2,1 тыс. гектар, 550 га зеркало водохранилища, 200 видов гнездящихся птиц и 600 видов растений.
15 декабря 2000 — решением исполкома горсовета утверждён современный герб Константиновки, разработанный герольдмейстером Николаем Стародубцевым.
В 2002 году закрыта школа № 10. Здание было продано с аукциона за 12 398,4 гривен и впоследствии разрушено.
На президентских выборах 2004 года город голосовал за Януковича (93,75 %) и Ющенко (4,26 %).
В мае 2007 года предварительная экспертиза подтвердила результаты замеров радиоактивного пятна на границе Константиновки. Уровень радиации составляет около 700 тысяч микрорентген в час (0,7 рентген в час при норме 0,000025 рентген), а территория заражена цезием-137.
16 января 2008 приказом главного управления охраны здоровья Донецкой областной госадминистрации закрыто стационарное отделение константиновской психиатрической больницы.
22 мая 2009 за вымогание взятки в особо крупных размерах задержан городской голова Ю. Роженко Приговорен к 5 годам лишения свободы с отсрочкой на 3 года.
На президентских выборах 2010 года город голосовал за Януковича (90,02 %); Тимошенко получила 7,07 %.
На выборах городского головы 31 октября 2010 года победил Сергей Давыдов (12 758 голосов — 59,9 %) — предприниматель, владелец и совладелец нескольких украинских и одной зарубежной компаний.
28 октября 2012 года жители города приняли участие в парламентских выборах. 60,12 % (51 322 человек) проголосовало за Партию регионов, 24,24 % (20 691 человек) за Коммунистическую партию, 5,36 % (4578 человек) за ВО «Батькивщина».
13 августа 2013 года приказом холдинга «Золотой урожай» остановлен и закрыт Константиновский хлебозавод № 2, производивший сладкие сорта хлеба и кондитерские изделия.
В апреле 2014 года решением городского совета закрыт «Зеленстрой». Функции фирмы переданы другому коммунальному подразделению исполкома — «Службе единого заказчика».

### Война в Донбассе
16 апреля 2014 года Константиновский городской совет во главе с секретарём Ю. Г. Разумным принял решение поддержать проведение 11 мая на территории Донецкой области референдума об учреждении Донецкой Народной Республики.

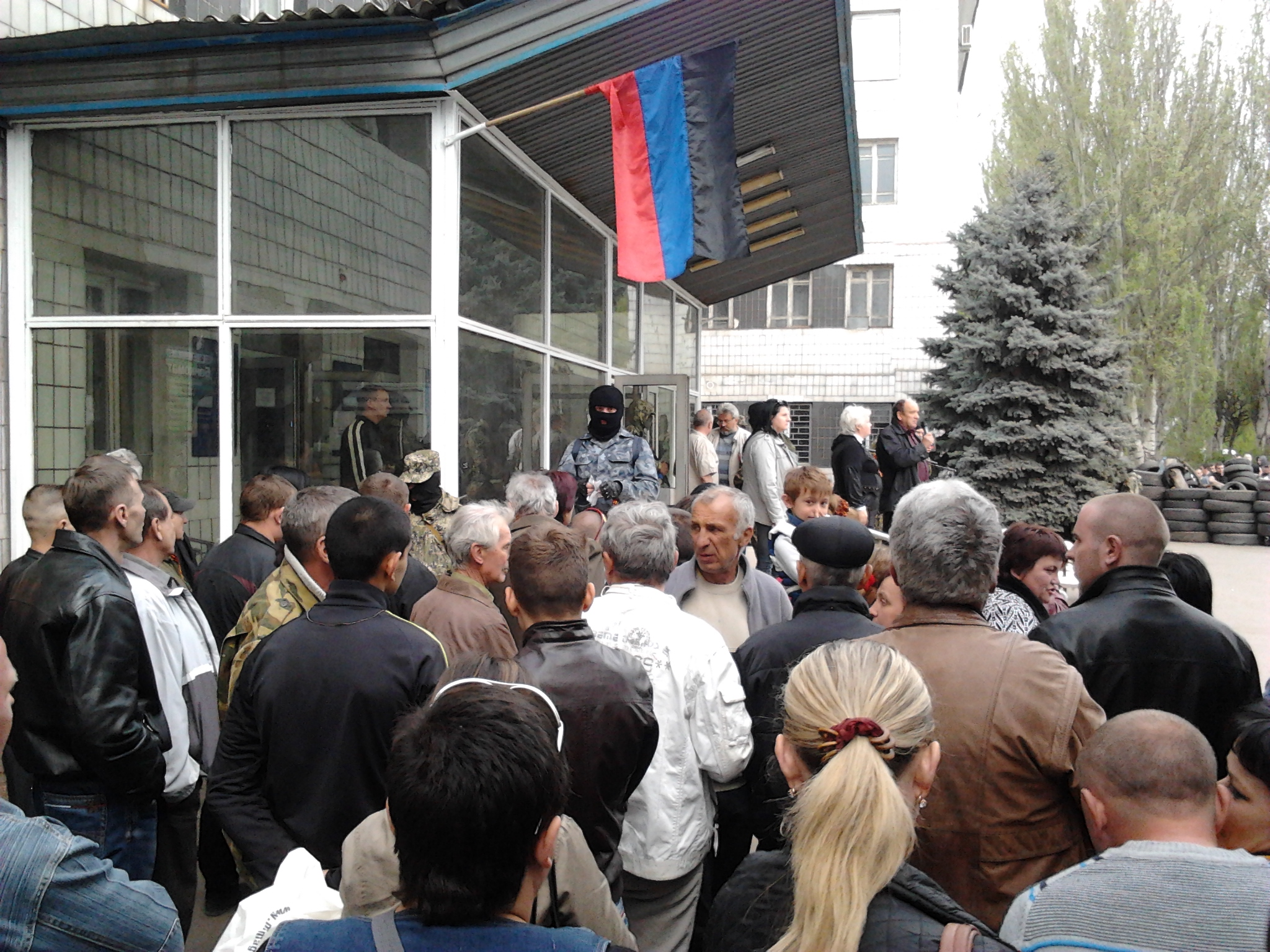
Здание константиновского городского совета захвачено вооружёнными людьми в масках. 28 апреля 2014 года

28 апреля 2014 года городской совет и отдел милиции были захвачены вооружёнными сепаратистами Донецкой Народной Республики. Часть из них приехала на автомобиле с флагом России.
В ночь на 4 мая украинские военные начали проведение антитеррористической операции на территории города. В Константиновке высадился десант из 2-х вертолётов. Произошёл бой возле телевышки, где противостоящие стороны боролись за контроль над телевизионным освещением событий. В этом бою было применено тяжёлое вооружение. Около 20:30 исчезли все украинские телевизионные каналы. В результате боя оборудование телевышки полностью вышло из строя.
8 мая под давлением вооружённых сепаратистов ДНР на 2 дня была закрыта редакция газеты «Провинция», которая издавалась с 1990 года. Поводом к закрытию стало расхождение во взглядах и переиздание ранее конфискованного представителями ДНР тиража газеты. 10 мая работа редакции возобновлена под руководством заместителя редактора, лояльного к ополченцам, прежнему руководству было рекомендовано покинуть город.
25 мая жители города не смогли принять участие в президентских выборах. Как и в ряде других городов Донецкой области, в Константиновке выборы не состоялись из-за угроз сепаратистов.

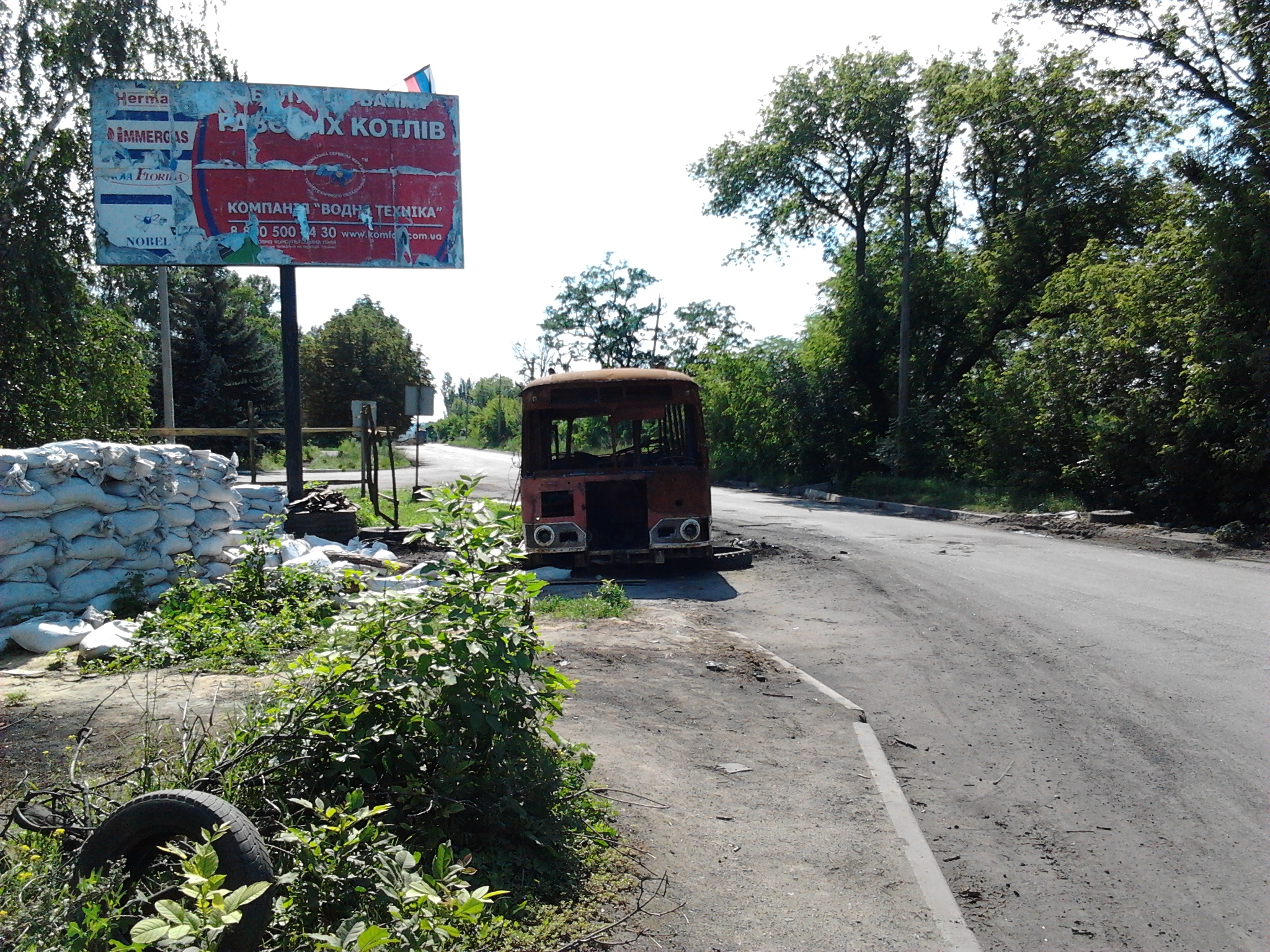
Пассажирский автобус, сожжённый возле блокпоста ДНР. На билборде — российский флаг. Снято 10 июля 2014.

После отхода 5 июля 2014 года сепаратистов из Славянска вооружённые силы Украины предприняли 5—6 июля наступление, в ходе которого заняли Константиновку, вернув её под контроль Украины. Над зданием городской администрации был водружён украинский флаг. Отступая из города, сепаратисты использовали школьный автобус, принадлежавший одному из учебных заведений города.

7 июля над горуправлением милиции Константиновки поднят флаг Украины. По приказу Министра внутренних дел Арсена Авакова, правопорядок на улицах Константиновки обеспечивается совместными силами местных подразделений МВД и сводного отряда милиции специального назначения. 
Личный состав городского управления милиции приступил к выполнению своих служебных обязанностей согласно Присяге народу Украины. Тем временем в горуправлении будет работать следственно-оперативная бригада, члены которой будут изучать деятельность каждого сотрудника милиции во время оккупации города террористами.А.Б. Аваков
В ходе боевых действий, проходивших на территории Константиновского района в течение двух июльских недель, погибли четыре военнослужащих украинской армии. Ещё семеро получили ранения различной степени тяжести.
В период с 10 по 17 сентября неизвестными был повален памятник Ленину, находившийся в парке «Металлург». Массовый демонтаж памятников Ленину, происходивший по всей стране и затронувший Константиновку, получил название «ленинопад».
В сентябре 2014 года начался массовый приток людей в Константиновку из населённых пунктов, контролируемых сепаратистами. Люди приезжают с целью купить более дешевые продукты первой необходимости, а также оформить в учреждениях города пенсии и социальные выплаты. В то же время государственными органами упрощён механизм получения пособий и соцвыплат для переселенцев на новом месте жительства. В городе начал функционировать центр, предоставляющий жильё беженцам.
30 октября 2014 года распоряжением Президента Украины Петра Порошенко, во исполнение Закона «Об очищении власти», уволен председатель Константиновской районной государственной администрации Сергей Чертков (см. Люстрация на Украине). Новым головой назначен В. О. Маринич.
3 июля 2015 года во исполнение закона Украины «Об осуждении коммунистического и национал-социалистического (нацистского) тоталитарных режимов на Украине и запрете пропаганды их символики» (закон № 317-VIII) решением Константиновского городского совета № 6/58-1035 от 25.06.2015 г. демонтирован памятник В. И. Ленину.
Важное значение в новейшей истории города имеет 90-й отдельный аэромобильный батальон имени Героя Украины старшего лейтенанта Ивана Зубкова. Батальон, принимавший участие в боях в Донецком аэропорту, дислоцируется в Константиновке, препятствуя возможному наступлению сепаратистов ДНР и ЛНР.

### Российское вторжение на Украину

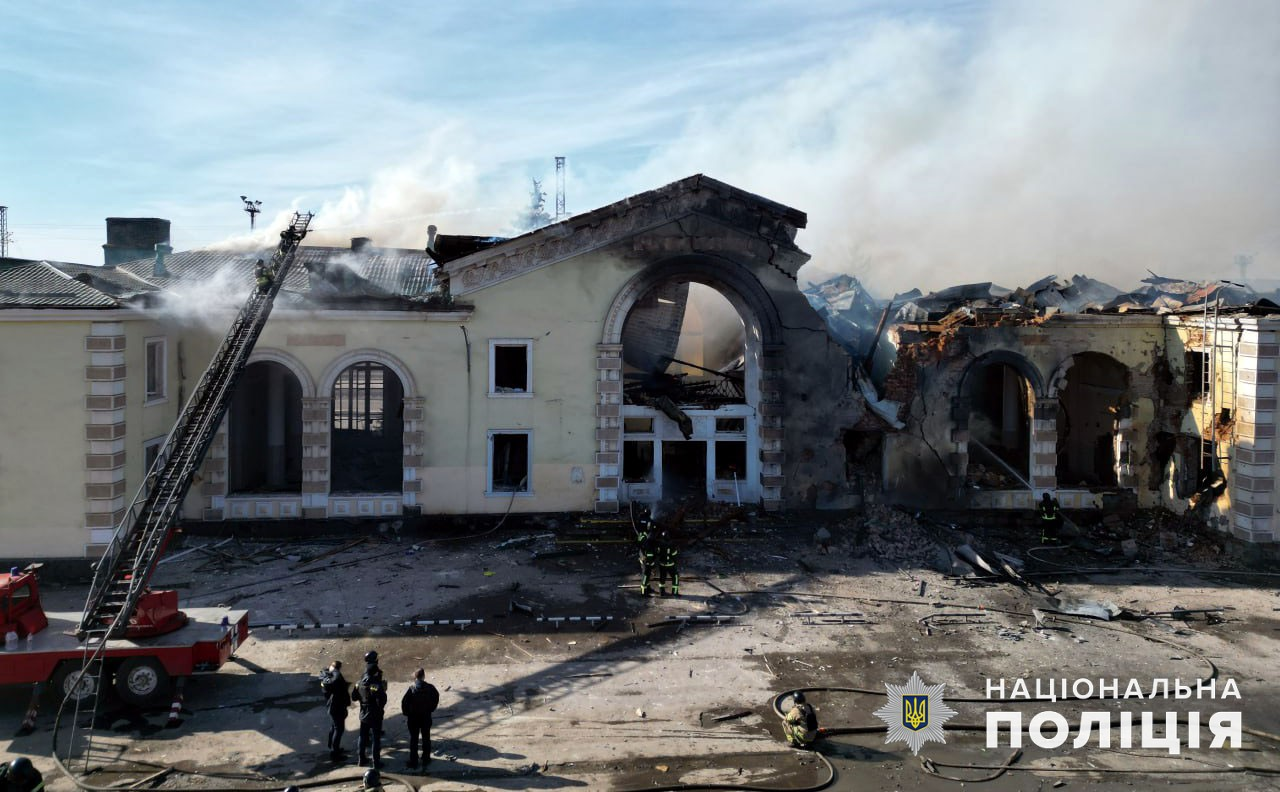
Железнодорожный вокзал Константиновки после бомбардировки 25 февраля 2024

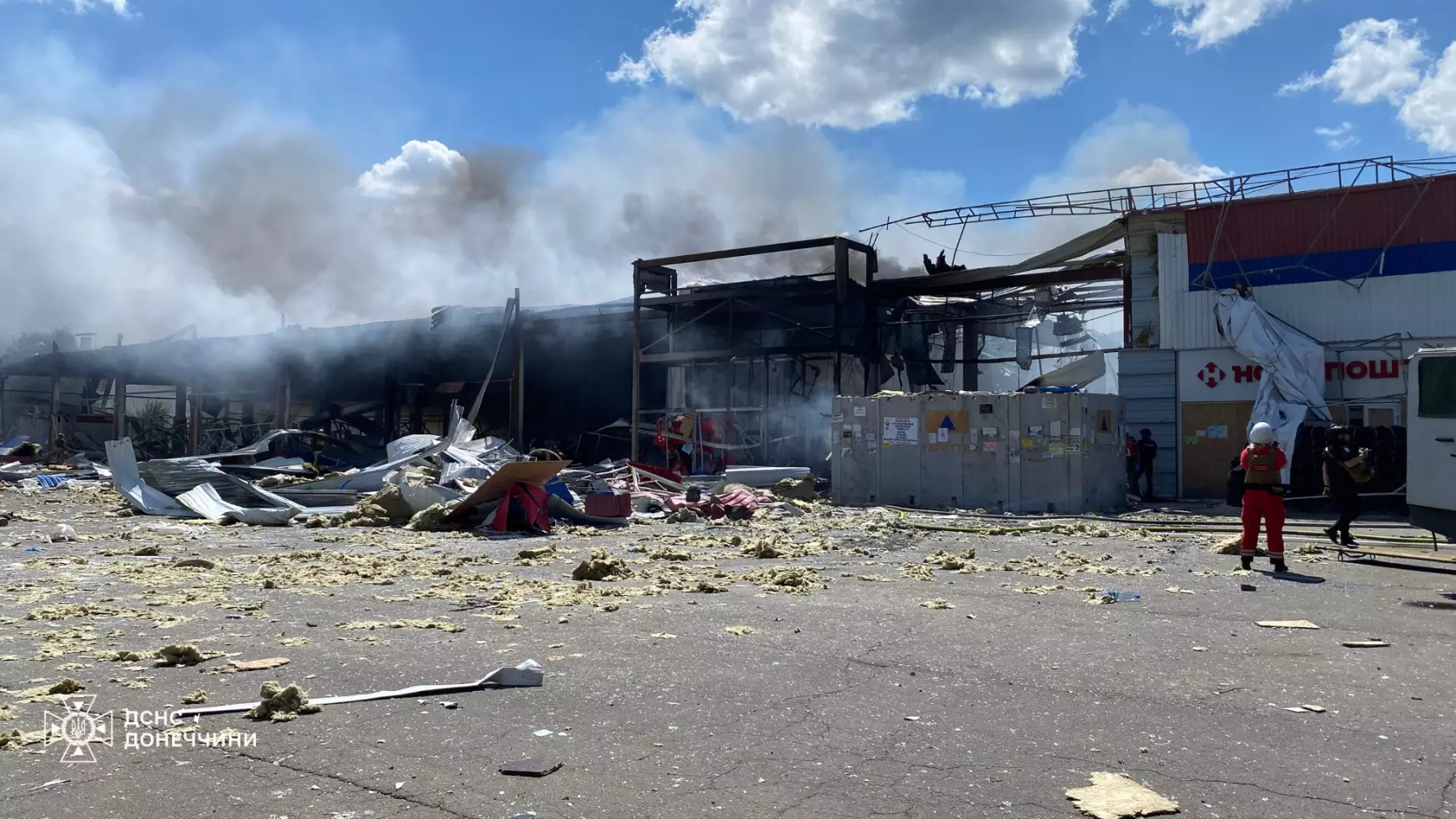
Уничтоженный гипермаркет «ЭКО-Маркет» в Константиновке 9 августа 2024

Во время вторжения России на Украину город неоднократно страдал от российских ракетных ударов. Так, ночью 24 марта 2023 года российские войска обстреляли его ракетами С-300, попав в «пункты несокрушимости» (где пострадавшие от войны могут согреться и зарядить мобильные телефоны), убив трёх женщин и ранив еще несколько. Утром 2 апреля 2023 года российские войска вновь ударили по Константиновке, обстреляв жилые дома и детский сад, что привело к гибели шести человек. 
6 сентября 2023 года был обстрелян центральный рынок города. На месте погибли 16 человек и были ранены 33. Согласно выводам OSINT-исследователей и NYT, ракета, принадлежащая установке ПВО «Бук», прилетела с северо-запада, что указывает на возможность нанесения удара по ошибке украинскими войсками; власти Украины возложили ответственность на Россию.
В ночь на 25 февраля 2024 года массированным российским ударом по Константиновке был разрушен городской вокзал. Кроме того, по данным полиции, пострадали 14 домов, 21 магазин, 19 торговых павильонов, три учебных заведения, два административных здания, храм, почта и киоск.
9 августа 2024 года российские войска нанесли ракетный удар по гипермаркету «ЭКО-маркет». В результате попадания российской ракеты Х-38 погибли 14 человек, ещё 44 были ранены. Были повреждены 10 частных домов, 9 магазинов, супермаркет, почта, торговые павильоны, газопровод, автомойка и 12 автомобилей. На месте попадания ракеты спасатели разобрали 76 тонн строительных конструкций.